# Бово, Брунелла
Брунелла Бово (итал. Brunella Bovo; 4 марта 1932, Падуя — 21 февраля 2017, Рим) — итальянская актриса

 кино и телевидения.

## Биография
Родилась в семье скромного достатка. Рано осталась сиротой.
Дебютировала в кино в 1949 году в небольшой роли в фильме режиссёра Джорджо Пастина «Я грежу о рае». Была принята в Экспериментальный киноцентр.
Прорыв в кинематографе состоялся в 1951 году, после роли в фильме Витторио Де Сика «Чудо в Милане», отмеченном главной премией Каннского кинофестиваля «Золотая пальмовая ветвь» (1951) и премией «ФИПРЕССИ» того же фестиваля.
В 1952 году сыграла в фильме Федерико Феллини «Белый шейх». Активно снималась до 1961 года. После 1961 г. последовали несколько лет затишья, прежде чем Б. Бово появилась на экранах ещё несколько раз в 1965 году, особенно на телевидении («Processo di Santa Teresa», «Il circolo Pickwick» и др.). Играла также под псевдонимом Барбара Хадсон в нескольких итальянских спагетти-вестернах.

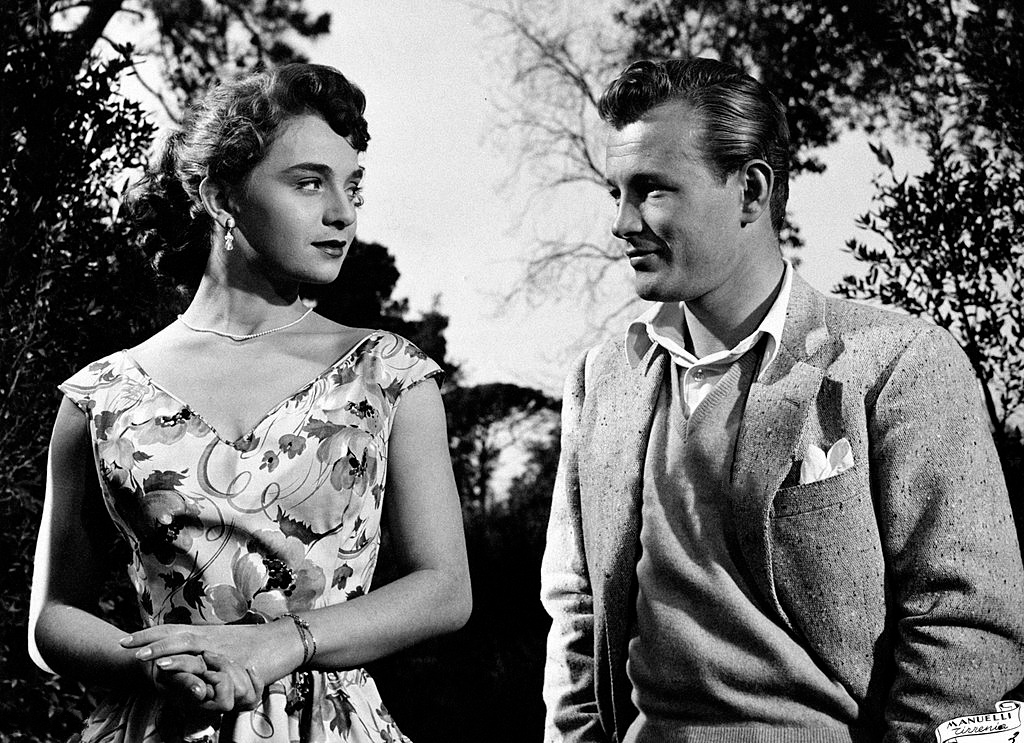
Брунелла Бово и Жак Сернас в фильме «Десять песен о любви» (1953)

Снялась в 22 кино-, телефильмах и сериалах.
Активно участвовала в телевизионных драмах.

## Избранная фильмография
- 1950 — Я грежу о рае / Ho sognato il paradiso
- 1951 — Чудо в Милане — Едвига
- 1952 — Белый шейх — Ванда Кавалли
- 1952 — Первосортные девушки — Дженни Гордон
- 1953 — Остаток 53 / Scampolo 53 — Августа
- 1956 — Драма в порту / Dramma nel porto — Бьянка Мария
- 1956 — Странники звёзд / I vagabondi delle stelle — Мария Стелла
- 1960 — Саламбо / Salambò — Нешма
- 1960 — Дикая езда верхом / Cavalcata selvaggia
- 1961 — Ночная молодежь / Gioventù di notte — Брунелла
- 1965 — Приключения Лауры Сторм (сериал) / Le avventure di Laura Storm — Мариетта
- 1965 — Колорадо Чарли / Colorado Charlie — Нора
- 1965 — Воскресение (мини-сериал) / Resurrezione — крестьянка
- 1967 — Holiday (Incantesimo) (ТВ) — Сюзанна Поттер
- 1968 — Круг Пиквика (сериал) / Il circolo Pickwick — Мэри